# Poa disjecta
Poa disjecta là một loài thực vật có hoa trong họ Hòa thảo. Loài này được Ovcz. miêu tả khoa học đầu tiên năm 1933.